# Benjamin Romuáldez
Benjamin Trinidad Romuáldez, detto Kokoy (Manila, 24 settembre 1930 – Makati, 21 febbraio 2012), è stato un politico e diplomatico filippino.
Ricoprì la carica di governatore della provincia di Leyte dal 1967 al 1986 e fu inoltre ambasciatore delle Filippine negli Stati Uniti, in Cina e nell'Arabia Saudita.
Membro della potente famiglia dei Romuáldez, era fratello minore dell'ex First Lady Imelda Marcos e padre del rappresentante di Leyte Ferdinand Martin Romuáldez.

## Biografia
Benjamin Trinidad Romuáldez nacque il 24 settembre 1930 a Manila da Remedios Trinidad e Vicente Romuáldez, fratello del giudice della Corte Suprema Filippina Norberto Romuáldez. I suoi antenati paterni erano ricchi proprietari terrieri stabilitisi a Tolosa e originari della città spagnola di Granada, Andalusia. Oltre a Benjamin dal loro matrimonio nacquero Alfredo, Alita, Armando, Imelda (1929) e Concepcion, i quali passarono con lui il periodo giovanile a San Miguel, Manila.
Successivamente iniziò a lavorare come assistente del cugino nonché rappresentante Daniel Z. Romuáldez dal 1957 al 1961.
Nel 1967 divenne governatore della provincia di Leyte, venendo rieletto in più circostanze, e al contempo fu nominato ambasciatore in Cina, Stati Uniti ed Arabia Saudita dal Presidente Ferdinand Marcos. Nel 1984 fu nominato membro dell'Assemblea Nazionale ma decise di rimanere ambasciatore negli Stati Uniti e fu pertanto squalificato e sostituito. Ricoprì tali cariche sino al 1986, quando la rivoluzione del Rosario portò alla caduta del governo Marcos e al suo rimpiazzamento come Governatore della provincia.
Occupò un ruolo fondamentale nello stabilimento di relazioni diplomatiche tra le Filippine e la Cina, divenendo il primo ambasciatore di Manila nella città di Pechino.
Si spense il pomeriggio del 21 febbraio 2012 per via di un cancro all'età di 81 anni, al Makati Medical Center dell'omonima città, dove era ricoverato da tempo.